# José Luis Mendilibar
José Luis Mendilibar Etxebarria (Zaldibar, 14 maart 1961) is een Spaans voormalig voetballer en huidig voetbaltrainer. Mendilibar tekende in februari 2024 een contract tot medio 2025 bij Olympiakos Piraeus, waarmee hij in mei 2024 de UEFA Europa Conference League won. Voordat hij aan zijn Griekse avontuur als trainer begon, stond hij enkel bij clubs uit zijn geboorteland Spanje onder contract. Met Sevilla won Mendilibar in het seizoen 2022/23 de UEFA Europa League. Mendilibar won in 2025 met Olympiakos de Griekse landstitel.

## Erelijst
Baskonia
- Tercera División: 1997/98

 Valladolid
- Segunda División: 2006/07

 Sevilla
- UEFA Europa League: 2022/23

 Olympiakos
- UEFA Europa Conference League: 2023/24
- Super League: 2024/25

### Individueel
- Trofeo Miguel Muñoz: 2016/17
- La Liga – Trainer van de Maand: februari 2017